# 깜짝! 스토리랜드
}}
깜짝! 스토리랜드는 2002년 7월 16일부터 2003년 1월 26일까지 SBS에서 방영된 교양프로그램이며 기묘한 이야기를 과학적이고 코믹하게 재연하겠다는 것이 기획의도였는데 2002년 8월 13일 방송분에서는 고전 소설 설공찬전을 전형적인 괴기소설인 것처럼 소개하여 논란을 빚기도 했다.
그 뒤, 2002년 11월 3일부터 일요일 밤 10시 50분으로 이동했는데 같은 해 12월 8일 방영분에서 성폭행당한 피해자가 범인을 사랑한다는 내용을 내보내 시민 단체, 여성 단체로부터 거센 항의를 받은 데 이어 방송위원회로부터도 시청자 사과 및 관계자 징계 명령을 받았고 급기야 MBC 타임머신 뿐 아니라 iTV <자니윤 나이트쇼> (2002년 7월 14일 <What's up>으로 시작되어 그 해 11월 10일부터 제목 변경) 때문에 시청률 부진을 면치못하여 24회 만에 조기종영됐다.

## 결방
- 2002년 8월 27일 - 故 이주일 추모특집 <웃음의 황제, 눈물의 인생> 편성[5]
- 2002년 10월 15일 - 아시안게임 특집 <22일간의 만남, 우리는 하나다> 편성
- 2002년 11월 17일 - 창사특선영화 공동경비구역 JSA 편성[6]
- 2002년 12월 29일 - 9시 45분부터 SBS 가요대전 편성에 따라[7] 대망과 동시 결방
- 2003년 1월 12일 - 신년특집 <21세기 장수비법> 3부 편성[8]

## 코너 목록
- 조선시대 야담
- 사건 & 사고

## 같이 보기
- 토요 스토리랜드(1기)